# 45-та піхотна дивізія (США)
45-та піхо́тна диві́зія а́рмії США (англ. U.S. Army 45th Infantry Division) — військове з'єднання, піхотна дивізія армії США. Заснована у жовтні 1920 року.

## Структура дивізії

Емблема 45-ї дивізії до 1930-х років. Свастика — символ корінного населення південно-західних штатів США